# Référendum constitutionnel kazakh de 1995
Le référendum constitutionnel kazakh de 1995 est un référendum ayant eu lieu le 30 août 1995 au Kazakhstan. Il vise approuver une nouvelle constitution. Il a eu une participation de 90,6 % et a été approuvé à 90,0 %.